# Al-Akhaa al-Ahli Aley
Der al-Akhaa al-Ahli Aley Sporting Club (arabisch نادي الإخاء الأهلي الرياضي عاليه, DMG Nādī l-Iḫāʾ al-Ahlī ar-riyāḍī ʿĀlayh) ist ein libanesischer Sportklub mit Sitz in Alayh.

## Vorgängerklubs
Vor der Fusion entstand der al-Akha SC im Jahr 1962. Man erreichte jedoch nie höchste Spielklasse. Durch den libanesischen Bürgerkrieg, stellte der Klub ab 1982 alle seine Aktivitäten bis kurz vor Kriegsende ein.
al-Ahli wurde wiederum in den 1970er gegründet und spielte im Jahr 1987 in der Lebanese Third Division.

## Geschichte
Der heutige Klub entstand im Jahr 1990 durch Fusion der Klubs al-Akha SC und einem Klub mit dem Namen al-Ahli. Als neuer gemeinsamer Klub konnte man nun auf eine verstärkte Mannschaft bauen und nach der Saison 1992/93 den Aufstieg in die höchste Spielklasse des Landes schaffen. Die erste Spielzeit in der erstklassigen Premier League endete schon mit 29 Punkten auf dem dritten Platz. Diese Klasse hielt man auch recht lange und konnte sich in einigen Fällen gegen den Abstieg wehren. Dies musste der Klub dann aber nach der Saison 2002/03 schlussendlich annehmen. Zur Runde 2004/05 ging es nochmal kurz zurück, man stieg mit nur drei gesammelten Punkten aber sofort wieder ab.
Die nächste Rückkehr gelang der Mannschaft schließlich zur Spielzeit 2010/11. Diesmal hielt man auch die Klasse. Diesmal konnte man sich hier bis zum Saisonende 2014/15 halten, bis es als Tabellenschlusslicht wieder runter ging. Diesmal kehrte man aber auch direkt wieder zurück in welcher man auch bis heute noch spielt.

## Erfolge
- Lebanese Challenge Cup: 2022
- Lebanese Second Division: 1992/93, 2002/03